# Ivelisse Vélezová
Ivelisse Milagro Vélezová (* 21. září 1987) je portorická profesionální wrestlerka. V roce 2011 byla soutěžící v reality show WWE Tough Enough, ale kvůli zranění byla ze soutěže eliminována. WWE s ní v listopadu 2011 podepsala smlouvu a Vélezová začala vystupovat pod jménem Sofia Cortezová ve vývojovém středisku WWE, Florida Championship Wrestling (FCW) (později NXT Wrestling). Z WWE byla propuštěna v srpnu 2012. V současné době trénuje pro MMA a TNA.

## Osobní život
Velezová se na střední škole věnovala volejbalu a basketbalu. Před účastí v Tough Enough pracovala jako asistentka v útulku pro zvířata.

## Ve wrestlingu
- Ukončovací chvaty
  - Disdain (Diving hurricanrana)
  - Wheelbarrow DDT
- Další chvaty
  - Bridging northern lights suplex
  - Swinging neckbreaker
- Manažeři
  - Rick Victor
  - Paige
- Theme songy
  - "Back On Track" od Hollywood Music (FCW)